# Aulonocnemis pilosa
Aulonocnemis pilosa är en skalbaggsart som beskrevs av Yves Cambefort 1987. Aulonocnemis pilosa ingår i släktet Aulonocnemis och familjen Aulonocnemidae. Inga underarter finns listade.